# 風

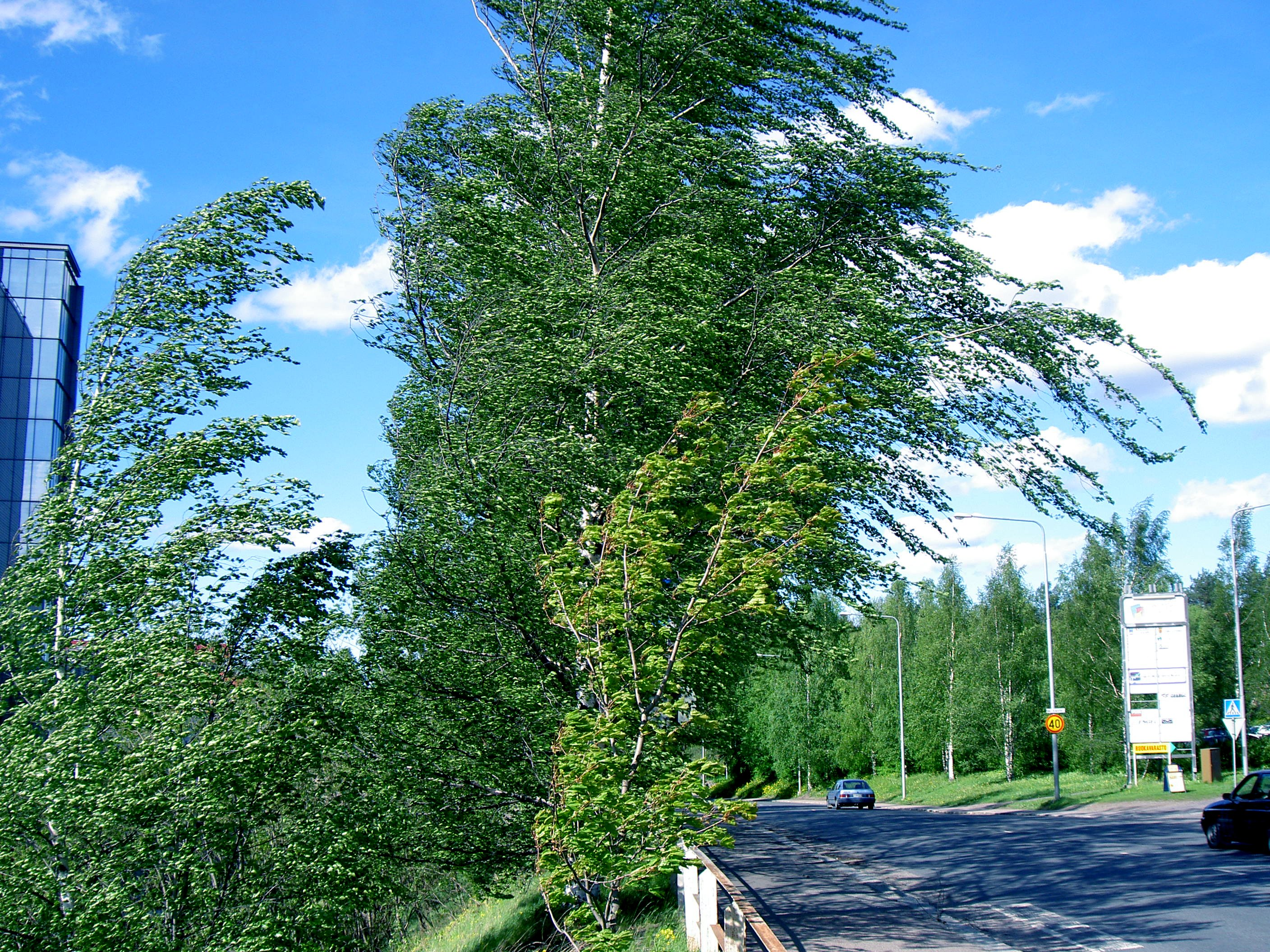
風になびく樹木

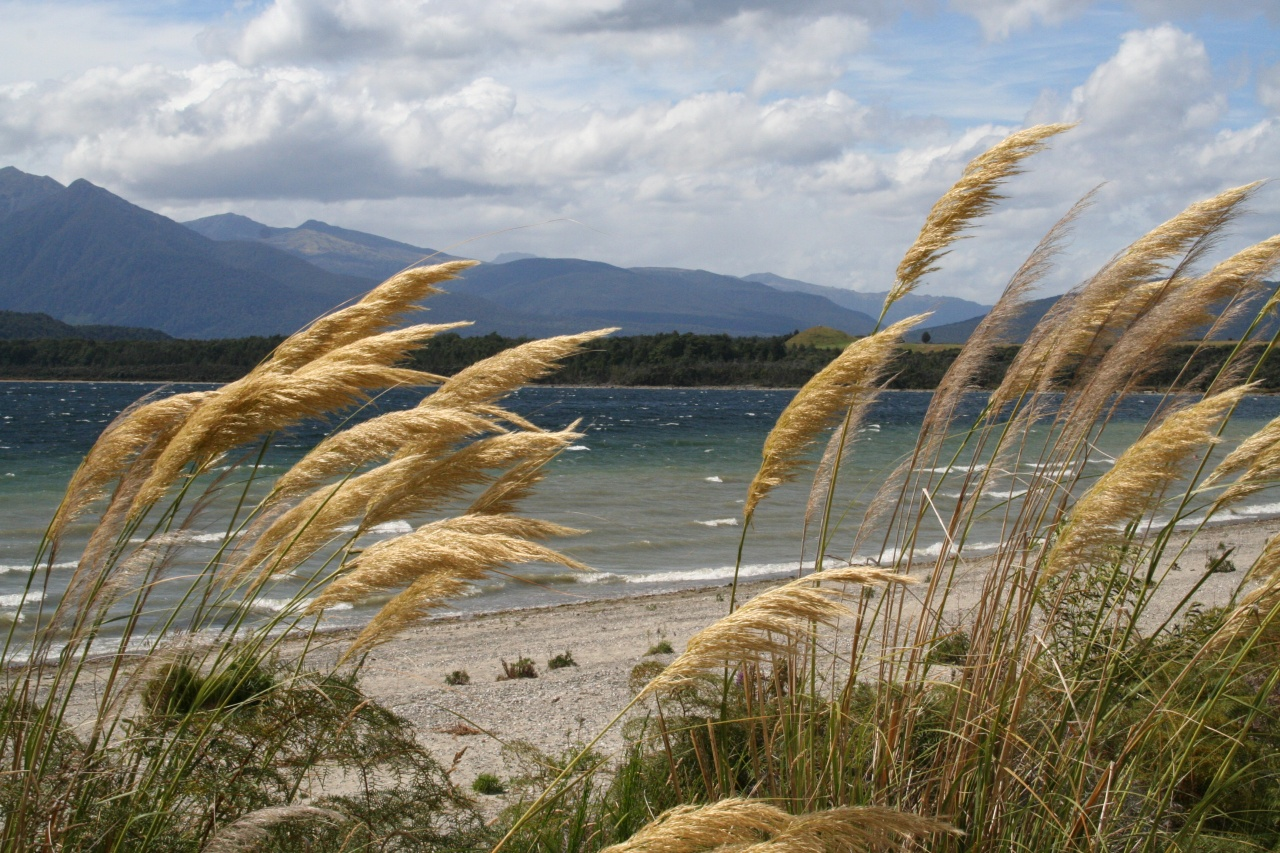

風（かぜ）とは、空気の流れのこと、流れる空気自体のこと、またはそれによる現象（ビル風など）のことである。

## 「風」という言葉の意味
現代では「気流」が類義語にあたる。「風」に対して、風が全くない無風状態のことを「凪(なぎ)」という。
また、古来、風という言葉は眼に見えないものを象徴するためにも使われる。日本語でも意味深い言葉であるが、日本語以外では例えばヘブライ語で風に相当し、龍の発音に似る「Ru（巻き舌)ah」という言葉は深い意味を持っている。（→聖霊、霊性の項に説明あり）
空気全体の動きということで、全体的な雰囲気の方向のような意味で「風」という言葉が使われる例が多い。選挙において「無党派の風が吹いた」とか、「逆風が強かった」などという。また、芸術やファッションなどにおいて○○風（ふう）というのもこれに近い。

## 気象学的説明

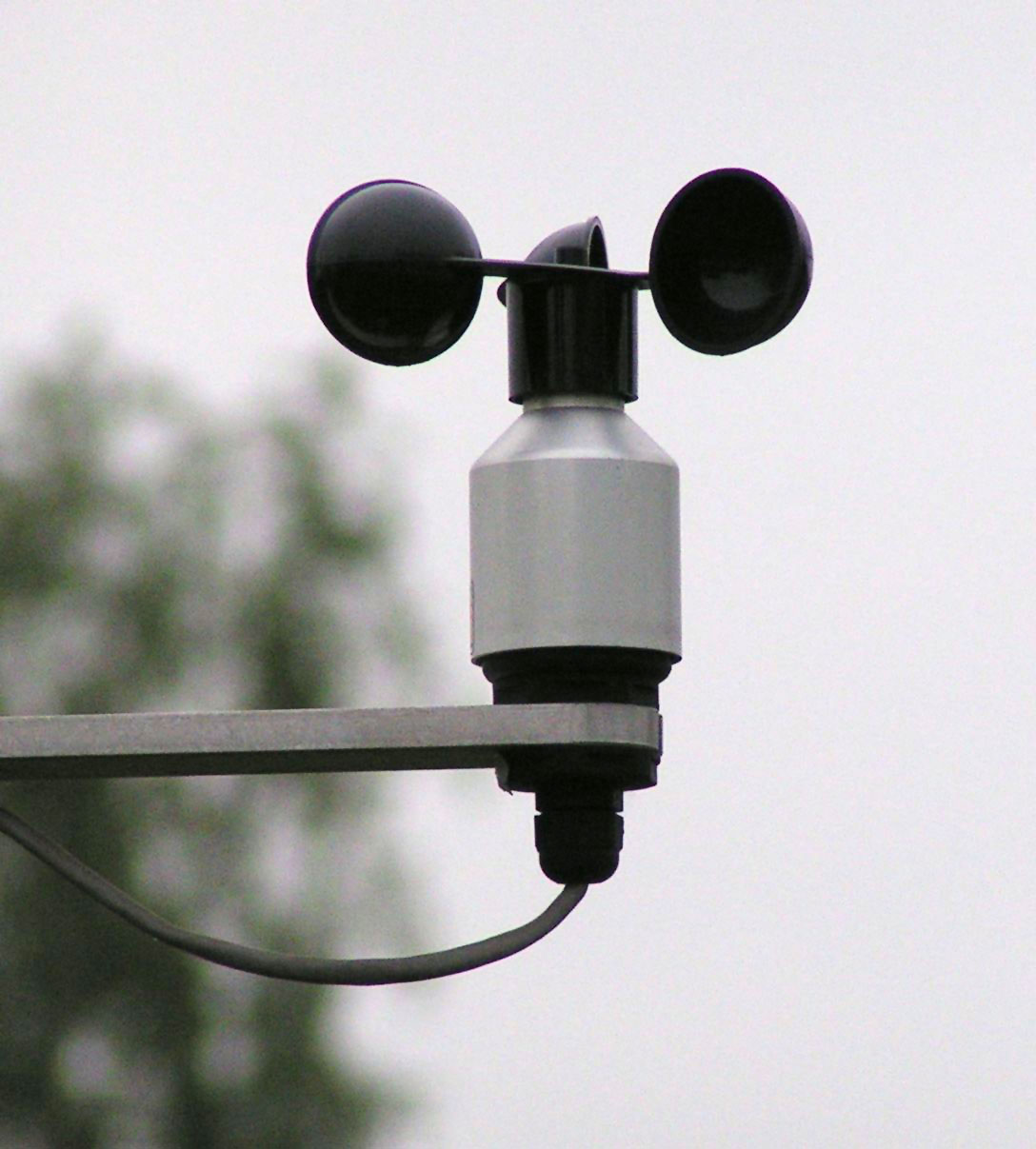
風杯型風速計

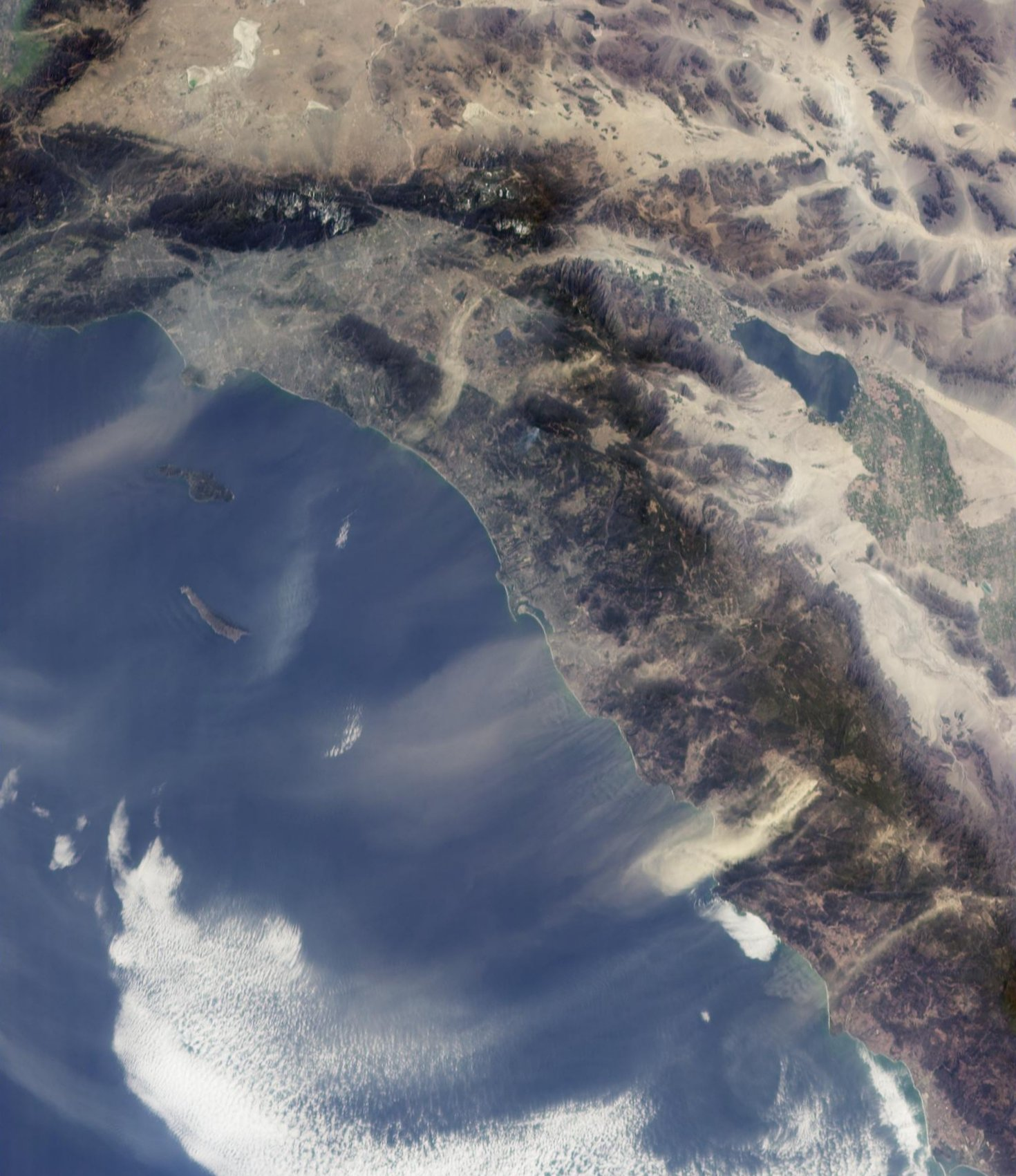
風を受けて流される森林火災の煙、アメリカカリフォルニア州

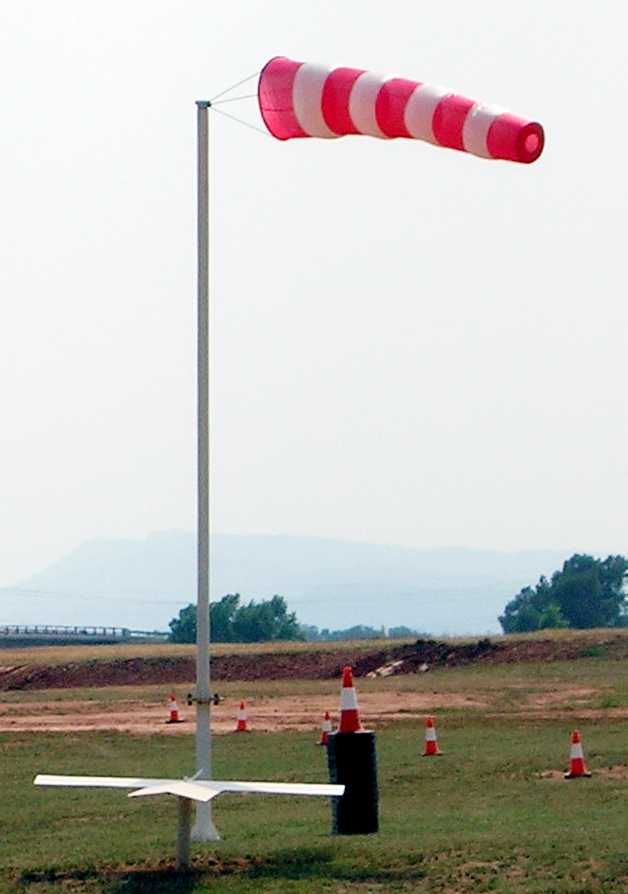
吹流し。風の吹いていく方向に流れている。

現代の気象学においては「風」とは、地球上の大気の流れを意味している。厳密には、地面に対して水平方向の流れ（水平風）のみを指し、垂直方向の流れ（鉛直風）は上昇気流または下降気流というが、一般的には分けないことが多い。ただ、日常において風は水平方向に吹くことが多いため、風といえば普通は水平方向の風を指す。

### 風の要素
風は、風向と風速の2つの要素に分解してとらえることが可能である。
風向は、0度から360度までの方位で表されるが、通常は16方位で表す。風向に関してはしばしば勘違いが起こるが、風が吹いてくる方向のことを指す。たとえば「北東の風」は北東から吹いてくる風のことで、観測者を中心に見ると北東から南西に向かって吹く風を示す。
風速は、日本では秒速 (m/s) で表すのが普通であるが、国際的にはしばしばノット (kt) がよく用いられる。また、風速はビューフォート風力階級によって0から12の13段階に分類された「風力」として表現されることがある。風向や風速は風向風速計によって観測する。風速計には風杯型や風車型などいくつかの型が存在する。
気象学上風を物理量として扱わなければならない場合は、この2要素を用いる。ただ、これは風が水平方向にしか吹かないと仮定した場合の表現であり、垂直方向の風は表現できない。垂直方向の風を表現する際は、鉛直p速度というものを用いる。

### 原因
物理学的には、場所による気圧の不均一を解消しようとして発生するのが風だと解釈できる。気象学では、「風は気圧傾度力によって発生する」と表現する。
気圧の不均一や気圧傾度力が生まれる根本的な原因は、地球上において、場所によって太陽エネルギーの分布（≒温度）が異なるためである。日光の当たり具合や地表の温まりやすさの違いが、島や大陸といった巨大なスケールで存在すると、気圧が不均一になり、数千km規模の高気圧・低気圧が生まれる。高気圧からは風が吹き出し、低気圧には風が吹き込む。高気圧から低気圧へと流れる空気が、「風」の主因となる。
気圧の不均一・気圧傾度力が大きいほど、風は強くなる。天気図で言うと、等圧線の間隔が狭いほど風は強い。ただ、高気圧・低気圧の風は長い距離を流れるため、コリオリの力や遠心力を受けて回転を伴う風となる。これを地衡風、傾度風という。風の回転を物理量として表現する際には、風向・風速では不十分なので渦度を用いる。

### 風に作用する力
気圧傾度力以外で、風に作用する力には以下のようなものがある。その場所その時の風によって、働く力や大きさは異なる。
- コリオリの力（転向力） - 水平方向の大きさが数百 - 数千kmと大きな風（低気圧や高気圧に伴う風）に働く。風の方向を大きく変えるものの、風速には作用しない[10]。
- 地表との摩擦力 - 地表付近の大気境界層を流れる風に働く。上空に行くほど小さくなり、高度約1km以上ではほとんど無視して考えてよい。（自由大気層）。このため、地表面付近の風は弱く、地表からの影響が弱くなる上空の方が風速は早くなる[11]。地表でも粗度が小さい海面上では影響が弱く、陸上ではやや影響が強まり、鬱蒼とした森林の中や建物が密集したところでは強く働き、風の様子を大きく変える[12][13]。
- 風自身の回転による遠心力 - 竜巻や台風の中心などの場合はこの力が大きくなる。台風の目は風に働く遠心力が大き過ぎると気圧傾度力と釣り合ったところで、それ以上内側に風が入り込めなくなり、強い上昇気流となり境界をつくる現象である（一方で目の中は下降気流となっている）。
- 地球の引力（重力） - 重力は、密度が高く温度が低い空気ほど大きく働く。上昇気流・下降気流に関しては大きな影響力がある。水平風でも、重力波の風などには大きな影響を及ぼす。重力は、裏を返せば密度の低い空気に働く浮力と考えることもできる。

### 風の変化

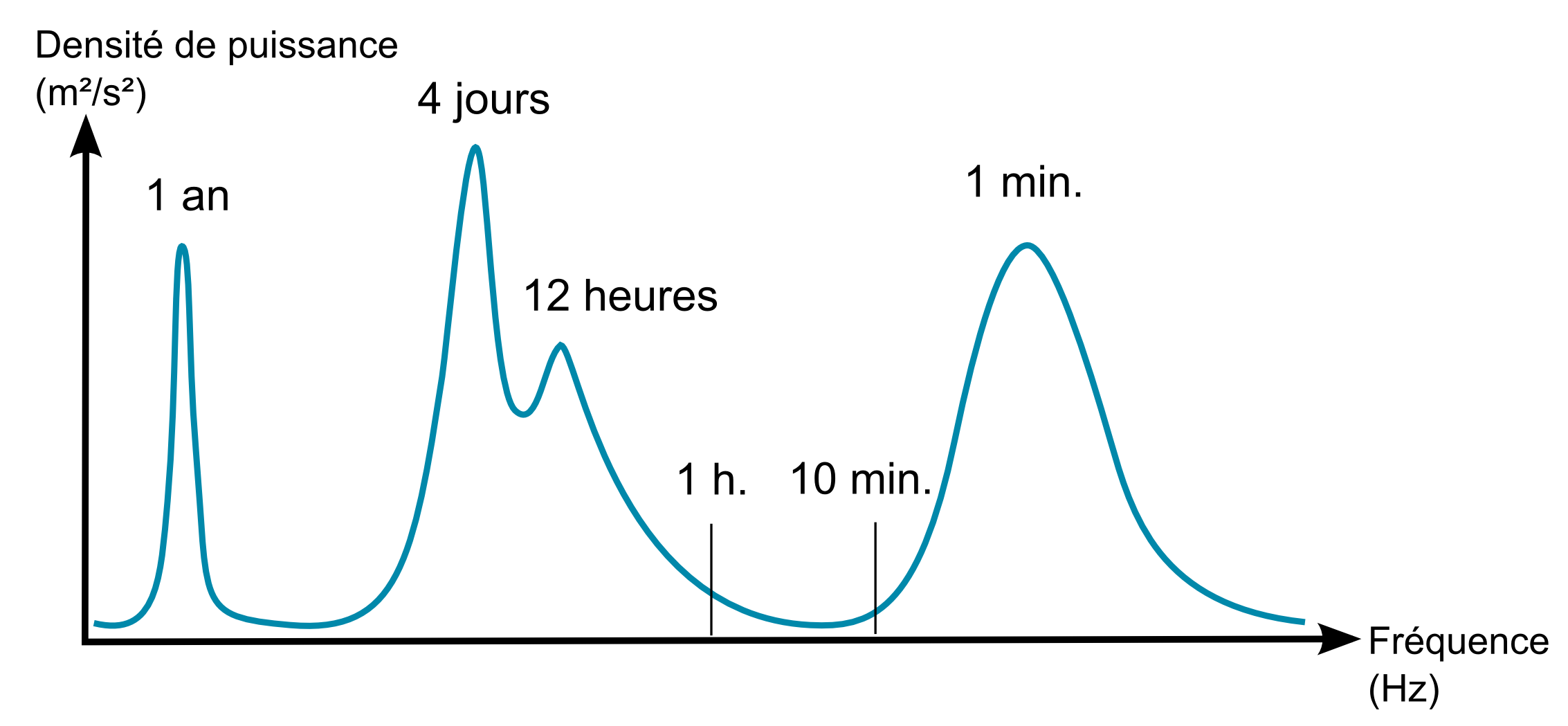
風の変化する周期をグラフ化したもの

風は常に変化しているが、変化の周期には傾向がある。地域差も大きいが、一般的には低気圧・高気圧の通過といった総観スケール気象による変化（約4日周期）が最も大きく、次に季節変化によるもの（1年周期）が大きい。またこれと並んで、「風の息」と呼ばれる小刻みな風向風速の変化によるもの（約1秒単位）も卓越する。海陸風の影響を受ける地域では、約12時間周期の変化も卓越する。
一般的に、「強風」と呼ばれる風は、数十分 - 数日間程度連続する風速の大きい風を指す。強風の大きさを表す数値としては最大風速が適している。
一方、「突風」と呼ばれる風は、数秒 - 数分程度の短時間吹く風速の大きい風を指す。このような風は、強風の期間中において、気流の乱れつまり風の息によって突発的に生じるものがほとんどである。例外的に、単発的なものとして竜巻やダウンバースト、積乱雲などのメソスケール気象（いわゆる局地現象）が主因となって起こる突風もある。突風の大きさを表す数値としては最大瞬間風速が適している。
最大風速に対する最大瞬間風速の比を突風率といい、場所ごとに固有の値をとる。普通は1.5から2.0前後となる。天気予報では、強風被害が考えられる場合でも主に最大風速が予想されるので、これに突風率をかけた値の最大瞬間風速が吹きうると考えて、強風対策に役立てる。突風率が場所ごとに固有の値をとるのは、建物や樹木、地形の影響 により風の息が異なるためである。

## 風と気候

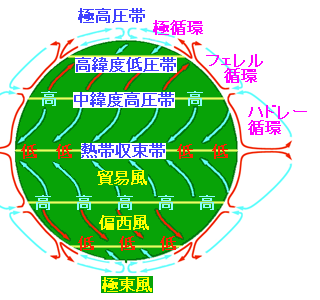
地球の大気循環のモデル

風は気候に大きな影響を与えており、風系を基本としたフローンの気候区分という気候区分も存在する。ある地域で特定の期間にもっとも頻度の高い風向の風を卓越風という。
地球上の風系は南北半球ともに3つの区分に分かれ、大気大循環によって低緯度の熱を高緯度へと輸送する役割を持っている。
赤道から緯度30度付近にかけての循環はハドレー循環と呼ばれ、赤道付近の熱帯収束帯で空気が温められて上昇し、高緯度に向けて移動したのち、緯度20度から30度付近の亜熱帯高圧帯で冷却されて下降し赤道付近に向けて移動する。この地上近くでの風は常に東から吹く偏東風となっており、貿易風と呼ばれている。この循環によって、常に上昇気流が発生する赤道地方は一年中大量の降雨がある熱帯雨林気候となり、一方で常に下降気流の発生する亜熱帯高圧帯の地域は年間の降雨がほとんどない砂漠気候となっている。熱帯収束帯・亜熱帯高圧帯はともに太陽の移動に応じて南北に移動するため、上記の2地区の中間の地域に季節によって降雨をもたらし、この地域にサバナ気候およびステップ気候を形成する。
緯度30度から60度にかけての中緯度地方では、今度は亜熱帯高圧帯で下降した空気が北上し、北緯60度付近の亜寒帯低圧帯で上昇して低緯度へと向かう。この循環はフェレル循環と呼ばれ、地上付近で高緯度へ向かう風は常に西から吹くため偏西風と呼ばれる。中緯度地帯の対流圏上層には非常に速い偏西風の気流が存在し、これをジェット気流と呼ぶ。ジェット気流は北緯30度付近を中心に吹く亜熱帯ジェット気流と北緯40度付近に吹く寒帯ジェット気流の2本が存在し、それぞれ前者がハドレー循環とフェレル循環、後者がフェレル循環と極循環の境界に吹くが、特に寒帯ジェット気流は蛇行しやすく、冬の日本上空や北アメリカ大陸東部上空では両者が合流して吹くため、とりわけ強い気流となる。日本上空にはほとんど常に偏西風が吹いているため、気団もこの流れに乗って移動し、日本の天気はほぼ西から東へと変化することとなる。
緯度60度から極点にかけては、極点付近の極高圧帯で冷却され下降した空気が低緯度へ向かい、亜寒帯低圧帯で上昇して極点へと向かう。この循環は極循環と呼ばれ、地上では東からの極偏東風が吹く。南極においては南極大陸の巨大な氷床が存在するため寒気が強く、さらに南極海には北半球と違って巨大な陸地が存在しないため風が和らげられず、南極海北部は絶叫する60度と呼ばれるほどの猛烈な嵐に見舞われることが多い。なお、この寒気は南極海以北にも影響を与え、狂う50度や吠える40度と呼ばれる暴風圏を作り出す。
このほか、決まった季節になると吹く季節風（モンスーン）も気候に大きな影響を与える。大規模な季節風は熱しやすく冷めやすい大陸と、熱しにくく冷めにくい大洋との気圧差によって生じるため、夏は大洋から大陸に、冬は大陸から海洋に向けて吹き込む。世界で最も大規模なモンスーンはアジアモンスーンと呼ばれ、インド洋から日本にかけての広い範囲に影響を及ぼし、特に夏の酷暑と湿潤をもたらす。長期間一定方向に吹く風によって海面に海流が生じることもあり、これを吹送流と呼ぶ。インド洋北部海域においては季節風が非常に強いため、季節によって海流の流れが異なり、夏は南西から北東に、冬は北東から南西に風が吹くのにともなって、海流もその方向に流れる。このため、冬季には東から西に流れる北赤道海流が存在するのに対し、夏季にはその海流が消滅してしまう。そのかわり、夏季には南西から北東に季節風海流が流れる。
また、緯度5度から25度付近の海上においては強力な低気圧が発達することがあり、これを熱帯低気圧と呼ぶ。熱帯低気圧は発生地によって名称が異なっており、北太平洋で発生したものを台風、北大西洋やカリブ海周辺で発生したものをハリケーン、インド洋や南太平洋で発生したものをサイクロンと呼ぶ。熱帯低気圧は自ら動く力を持たず、周囲を吹く風に乗って移動するため、しばしば中緯度地帯にまでやってくることがある。日本周辺においては赤道付近の偏東風と太平洋高気圧の関係により、主に7月から9月にかけて到来し、強風と豪雨によって居住地域に大きな被害をもたらす。

### それぞれの地域の風
各地方にはそれぞれ特徴的な風が存在し、これを局地風という。
海岸付近では、日中と夜間で風向が逆転することが多く、これを海陸風という。これは、日中は暖まりやすい陸地において上昇気流が発生し、涼しい海から海風が吹き込むのに対し、夜間は熱を保った海に冷えた陸地から陸風が吹き込むために発生する。同様に、山と谷の間でも風向が逆転することがあり、これを山谷風という。山谷風の発生メカニズムも海陸風とほぼ同じで、日中は熱せられた谷の斜面から谷風が頂上へと昇るのに対し、夜間は頂上付近の冷気が谷へと下っていくことにより発生する。
湿った風が山を越え反対側に吹き下ろす場合、山を越える際に水蒸気が雲となるため潜熱が発生し、さらに雨も降るため、山脈の反対側においては乾燥した高温の風となり、山麓に猛暑をもたらすことがある。これはアルプス山脈での呼び名を取ってフェーン現象と呼ばれるが、アルプスだけでなく全世界的に発生し、日本でもこれによる高温はしばしば発生する。北アメリカ大陸においてはロッキー山脈から吹き下ろすチヌークがこれにあたる。これとは逆に、山中の盆地から寒気が山脈を越え吹き下ろす場合、山越えによっても温度が上昇しきらず、冷たく乾燥した強風となって山麓に吹くことがあり、アドリア海東岸の局地風の名を取ってボーラと呼ばれる。日本においてはこの現象は颪と呼ばれ、六甲山から吹く六甲颪などが著名である。
代表的な局地風としては上記のもののほか、日本ではからっ風、春一番、木枯らし、やませ、海外ではミストラル、エテジアン、シロッコ、ハブーブ、滑降風（カタバ風）、ブリザードなどがそれにあたる。大規模なビルの間では強い風が吹くことがあり、これをビル風という。また、風の吹いてくる方向によってそれぞれ北風、南風、東風、西風と言う呼び方が広く使われる。こうした風向別の呼称は、単に方角を付けただけではなく、その風のイメージが付加されることが多い。日本では、北風は冷たい冬の風、南風は暖かい夏の風として認識されている。
一般的に、地表は地形の影響を受けて風速が弱まり、風向も乱れが多い。上空に行くほど風速は速くなり、風向も規則的に並ぶようになる。また地表においても、遮蔽物のない海上では風は強く、摩擦の大きい陸上に入ると風は弱まる。陸でも内陸より海岸沿いのほうが強い風が吹きやすい。

## 自然界への影響

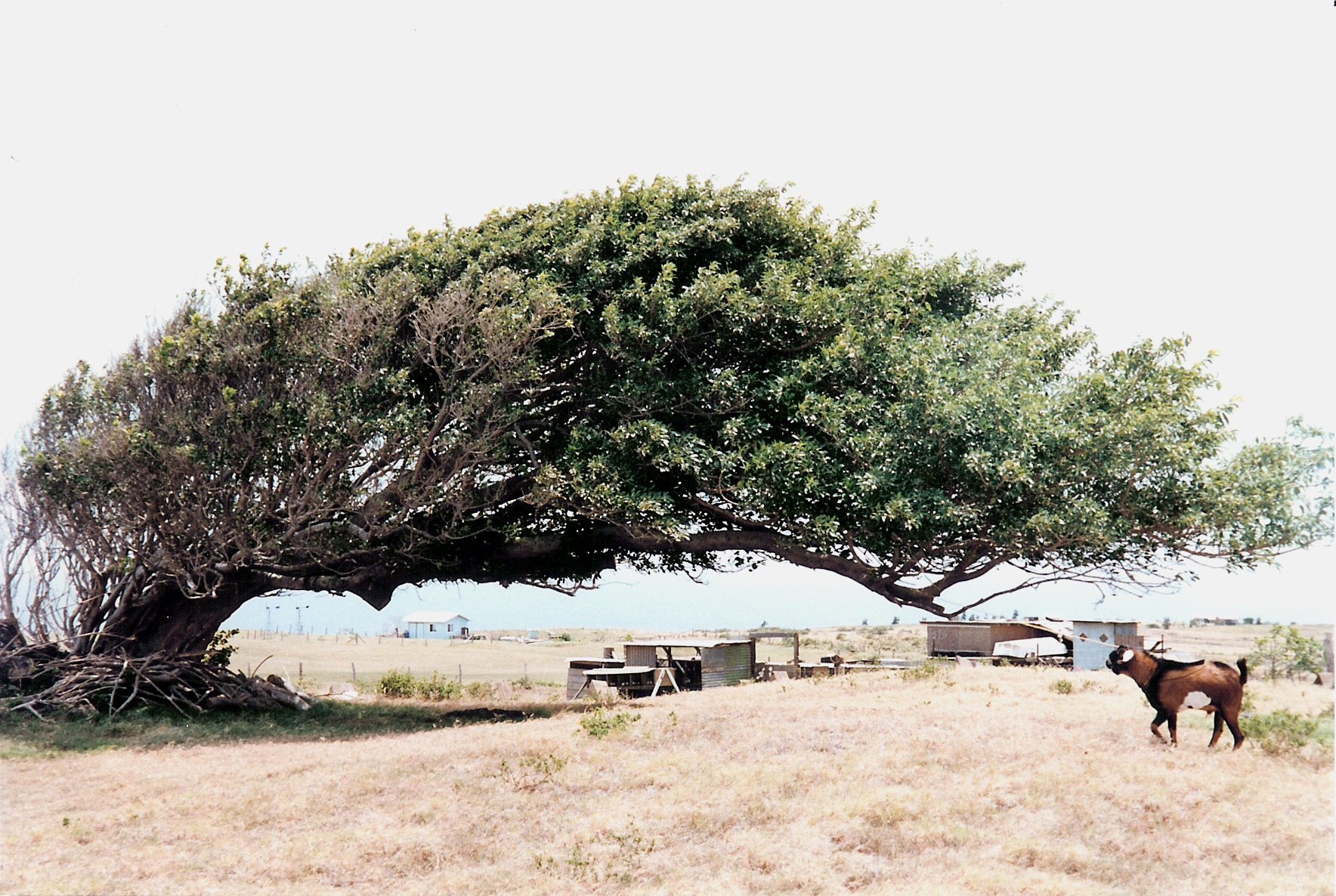
強風にさらされ続けて風下に偏って成長した木、ハワイ Ka Laeにて

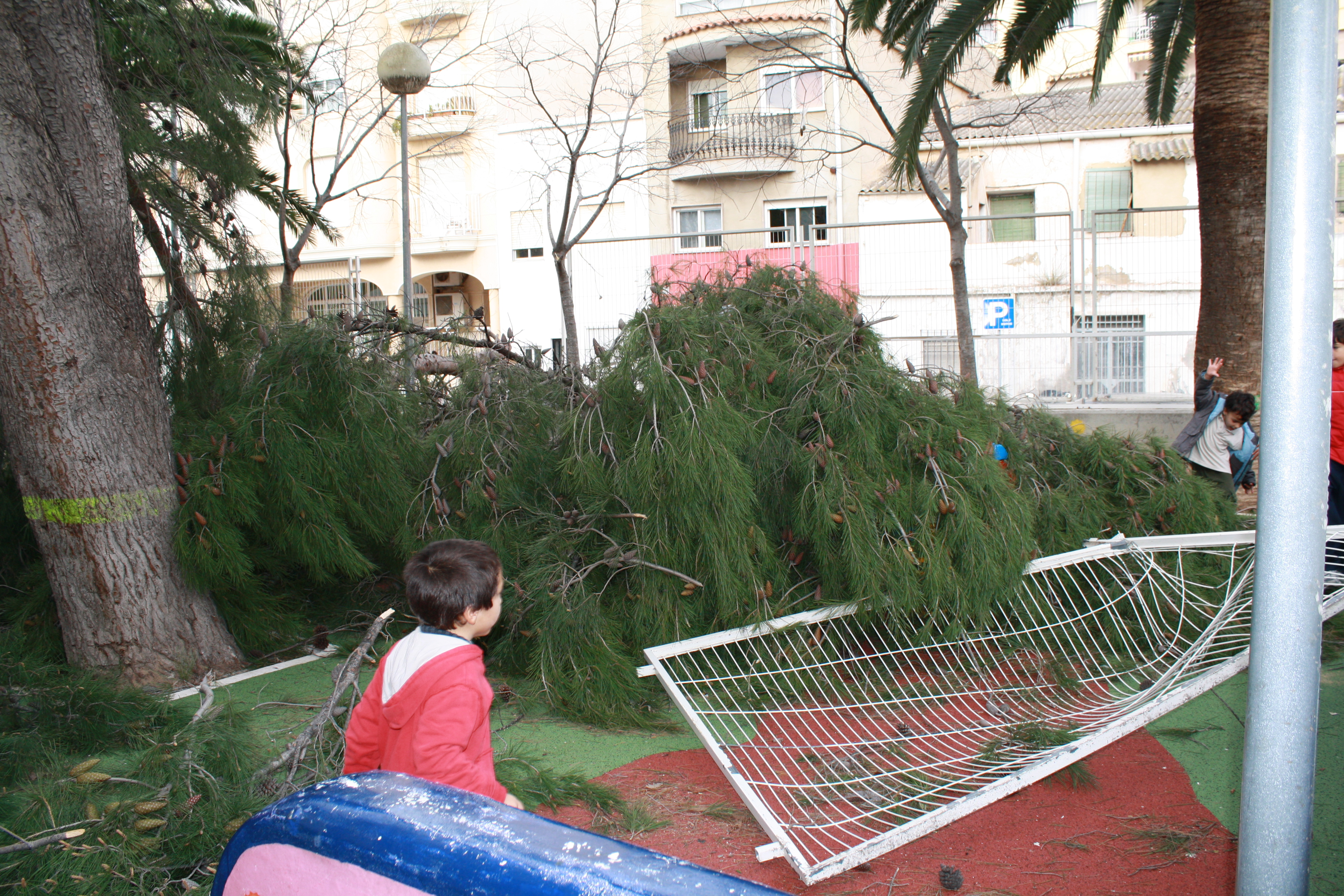
強風の被害

飛行する動物や滑空、バルーニングするものは当然風の影響が大きい。動物の場合は鳥をはじめとして、翼を利用して飛行や滑空を行うものがほとんどである。翼は風向に対して水平によけるようにして広げ、揚力を得る機構である。風のない場合でも、翼を広げて下降すれば実質的に「風」を受けて揚力を得ることができる。強い風は生物の散布に大きな影響を与えることもある。例えば日本では夏以降にカバマダラなど熱帯産のチョウが迷蝶として出現する例があるが、これは台風の風に乗って運ばれてくると言われる。植物の生殖において、風は大きな役割を果たしている。コケ植物やシダ植物は胞子を風や水で移動させ増殖する。また種子植物が花粉を媒介する方法としては風媒が最も古く、動物媒の登場後も冷帯においては単一樹種による樹林が多いことや媒介者となる動物の不足から、かなりの樹木が風媒花となっている。タンポポなどのように、風による種子散布を行うものもある。
しかし、風そのものが生物に直接に危害を与えることがある。特に寒冷地や高山では風の影響が大きい。動物は、体表に沿って体を包み込むようにまとった空気が熱を帯びて体温を保持しており、風が吹くと、その薄い空気をはがしてしまう。体温より低い風は体温を下げる働きをする。体感温度はおおよそ風速1mごとに1℃低くなると言われ、低温ではさらにその影響が大きい。
高山の尾根筋などでは非常に強く風当たりがあるので、風によって生物群集が規定される。そのような場所は風衝地と呼ばれ、そこに成立する群落を風衝群落という。そのような群落は、普通背が低く、群落の上面には葉が密生した層を作り、そこから突出する枝葉はほとんど無い。同様の森林は、海岸の風当たりの強い場所にもあり、やや背は低いが、見かけは似ている。この場合、風がもたらす線分が低温と同様の効果を与えているものである。また、樹木が伸びられる場所であっても、尾根筋などの風の強い場所では、その枝が片方だけに伸びたものが見られることがある。これは、風下にだけ枝が伸びたことによる。
風は土壌や地形そのものにも影響を及ぼす。風による土壌侵食は風食と呼ばれ、風により土壌表面の砂や土を吹き飛ばすものと、風によって飛ばされた砂の粒子が岩石を研磨するものの2つのタイプがある。砂漠地帯では特に風食が強く進み、三稜石などの風食による礫も多く存在する。こうして浮遊した粒子は風によって運搬され、やがて堆積して風成層と呼ばれる地層を形成する。風成層は風によって飛ばされてきた粒子が形成するため微細な粒子のものが多く、火山灰や黄土、砂などによるものが多い。黄土高原や関東ローム層などが主な風成層である。風によって運搬される砂塵の量は膨大なもので、例えばサハラ砂漠においては巻き上げられる砂塵の量は年間20億から30億トンにもなり、2月から4月にかけてはカリブ海や南アメリカ大陸に、6月から10月にかけてはフロリダ州などに降り注ぐ。同様に、東アジアにおいては春になるとゴビ砂漠や黄土地帯から巻き上げられた砂塵が偏西風に乗り、朝鮮半島や日本に黄砂を降らせる。

## 風の利用と制御

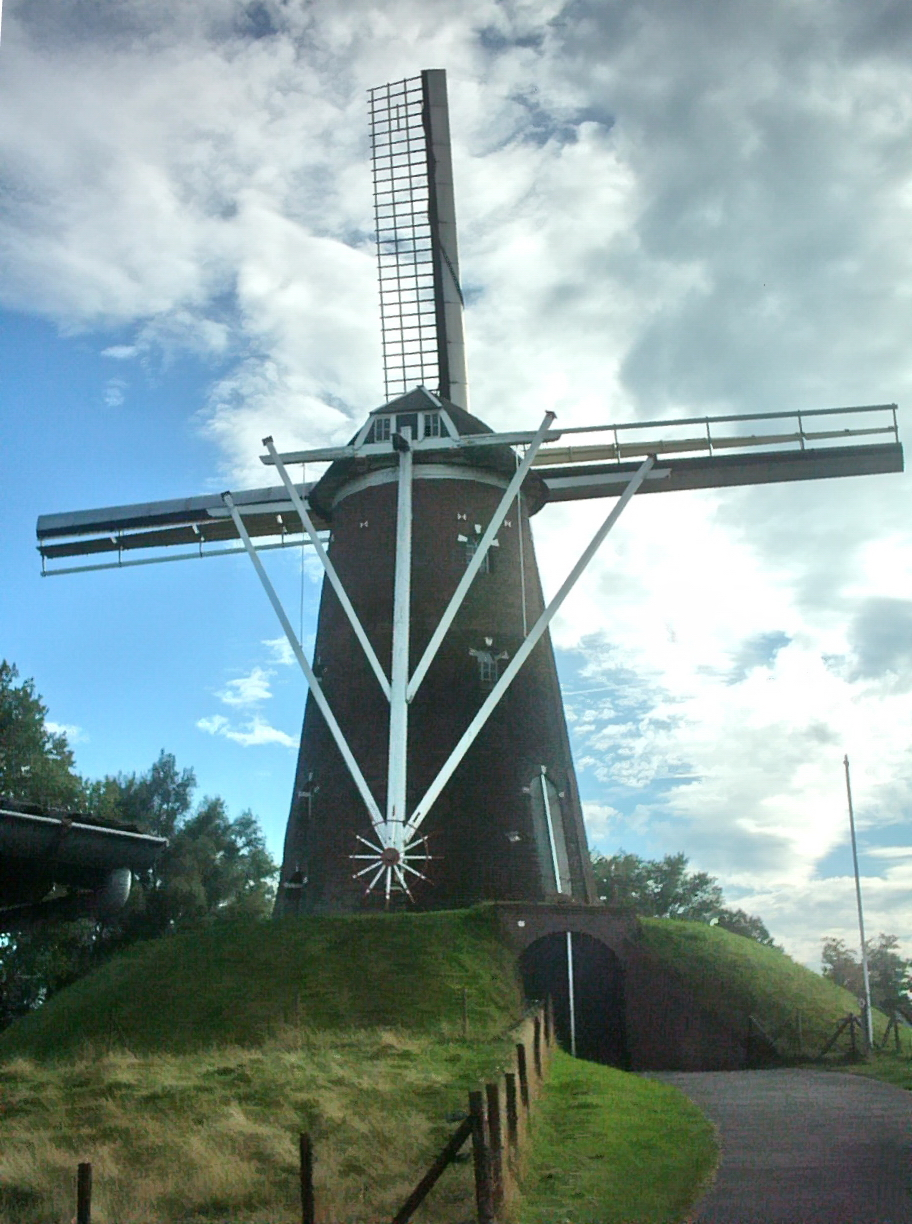
風車。伝統的なオランダの風車は有名。

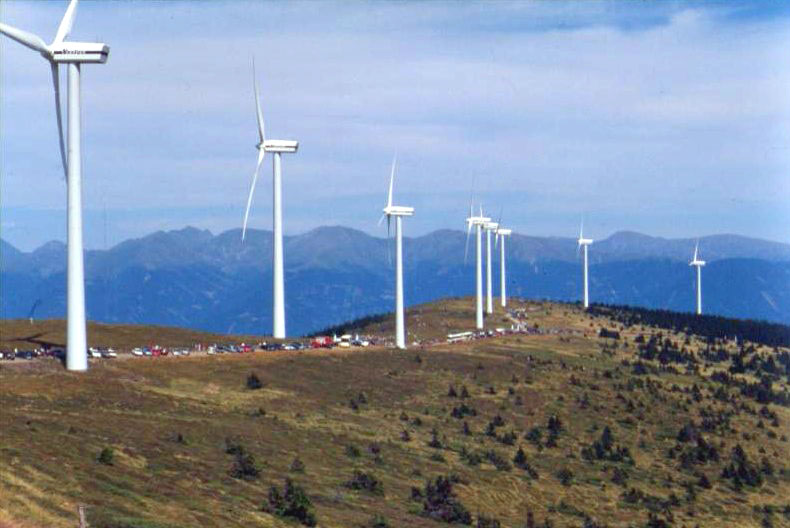
風力発電

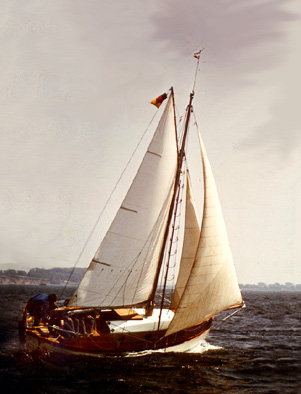
風をとらえて進むヨット

### 生活
住居へ吹きこむ風を和らげる工夫として、生垣や石垣などがある。風の強い海岸地域や農村地域などでは、屋敷林や防風林を設けて風を防ぐこともある。また、冷たい強風ボーラが吹きつけるイタリアのトリエステでは、外での強風対策として手すりやロープが多数設けられている。
一方、気温が高い場合には、風をうまく利用して高温による悪影響を軽減する。人工的に風を発生させて体温を下げる扇風機や団扇・扇子などが代表的なものである。エアコンなどの空気調和設備では、気温や湿度だけではなく風（気流）の制御も重要である。室内に風を取り込み空気の流れを作って効率よく換気することで、よどんだ空気や病原菌などのリスクを下げることができる。

### 動力
風車は風のエネルギーを羽根で受けて軸や歯車の機械的な回転へと変換するものであり、揚水や、小麦粉などの製粉に用いられてきた。この原理は古くから知られており、950年頃にイランの東部において製粉用の垂直軸の風車が登場した。一方、おそらくこれとは独自に、1150年頃にはヨーロッパにおいても水平軸の風車が現れた。この風車はオランダへと伝わって1407年頃に低湿地の排水に用いられるようになり、その後改良が進められてポルダーの干拓に威力を発揮した。蒸気機関の登場とともに風の動力利用は減少していったものの、エネルギーの使用量が増えてきた現代では、風力原動機を用いて風力を利用する動きが活発化している。風力発電は出力が小さく大規模発電に向かないことや、定常的な利用が難しいなどの欠点があるものの再生可能エネルギーの1つとして挙げられており、主に地球温暖化防止の観点から利用が進められている。

### 交通
海上においては、風は何よりもまず移動手段に使用された。帆が風を受けて進む帆船ははるかな古代から海上交通の主役であり、すでにメソポタミア文明とインダス文明の間において帆船による海上交易は行われていた。一方、オセアニアにおいては紀元前13世紀ごろからポリネシア人が帆船外洋航海によって島々の植民を進め、6世紀頃にはポリネシア東端のイースター島にまで植民している。ヨーロッパにおいても帆船の改良が進み、15世紀に入ると遠洋航海に適したキャラック船が開発されて、同時期の航海術の発展とともに15世紀末からの大航海時代へとつながっていった。その後も帆船は発展をつづけ、19世紀に入り蒸気船が出現してもしばらくの間は蒸気船をしのぐ性能を誇り、1860年代にはクリッパー（快速帆船）によって帆船の発展は頂点に達した。その後は蒸気船の性能向上によって帆船は姿を消していったが、現在では純帆船はほとんど使用されていないものの、ヨットなどの小型・スポーツ用船舶においては今なお使用されている。

### 風を利用したスポーツ
風を使って人はスポーツをしたり、遊んだりする。あまり一般的ではないが風を利用したスポーツを「ウインドスポーツ(windsport)」という。ウインドスポーツには、セーリング（ヨット）、ウィンドサーフィン、カイトサーフィン、ハンググライダー、パラグライダー、スポーツカイト、凧（凧上げ）、ランドセーリング、アイスヨット(ice yachting)、スノーカイト、カイトバギー(kite buggy)、パラセーリング(parasailing)、気球（熱気球）などがある。ウインドスポーツは空を飛ぶもの（気球、パラグライダー、ハンググライダー、凧など）と海の上を進むもの（ヨット、ウィンドサーフィンなど）が多い。こうしたウインドスポーツの器具は自前の推進力を持たず、風を利用することではじめて行うことができる。熱気球は下からバーナーで空気を熱することによって浮揚することはできるが、推進力を持たないために上昇と降下しかできず、そのため高度を調節して風を捕まえることではじめて水平方向に移動することができる。
ウインドスポーツに含めることは少ないが、軽飛行機も風を利用した部分がある。超軽量動力機など軽量のものはなおさらである。
それ以外のスポーツにおいても、風は当然影響を与える。特に球技や投擲種目は風の影響を受けやすい。特に卓球やバドミントンは風の影響が大きすぎるため、屋内で行われる。それ以外の種目では、風にどう対処するかも技術のうちである。また、前半と後半でコートチェンジを行うのも、それに対しての公平性を求めての対処の意味が含まれる。陸上競技のうち短距離や跳躍競技においては、追い風が秒速2.0ｍを超える場合の記録は追い風参考として別に扱われる。

## 風害
風による災害は風害と総称される。低気圧によるものが多いため水害と併発することも多く、まとめて風水害と呼ばれることがある。
風害の最も大きな原因は低気圧による強風であり、なかでも台風に代表される熱帯低気圧は非常に強い風を引き起こす。こうした強力な低気圧は海にも影響を及ぼし、海面の吸い上げによって高潮を引き起こす。海水面が高くなる高潮と異なり、高波はその名の通り波が高くなることで、低気圧による強風によって発生する。こうした高潮・高波は堤防や港湾の破壊、侵食、浸水、船の座礁を引き起こす。このほか、ダウンバーストや竜巻なども大きな被害をもたらす。竜巻は持続時間こそせいぜい1時間程度と短く被害範囲も狭いが、時速は50km程度と速い上風速は時速400kmにも達するため、進路上にある地域に甚大な被害を与える。竜巻の発生が特に多いのは北アメリカ大陸であるが、それ以外の世界各地でも発生している。
寒冷地では冬季に吹雪が吹くことがあり、視程障害（ホワイトアウト）によって交通障害などを引き起こす。砂漠における砂嵐も同様に、視程障害や呼吸困難などをもたらす。また、東北地方の太平洋側で夏に北東から吹き込むやませのように、風が冷気を呼び込んでその地方に低温と冷害をもたらすような場合もある。
他の自然災害と同様、風害の発生が予測される場合、いくつかの国では政府が警報を発表し警戒を促す。日本ではこの業務は気象庁が担当しており、警戒水準によって強風注意報、暴風警報、そして暴風特別警報の3段階が存在する。また吹雪の場合は風雪注意報と暴風雪警報が、高波の場合は波浪注意報と警報が発表される。

## 神話と風

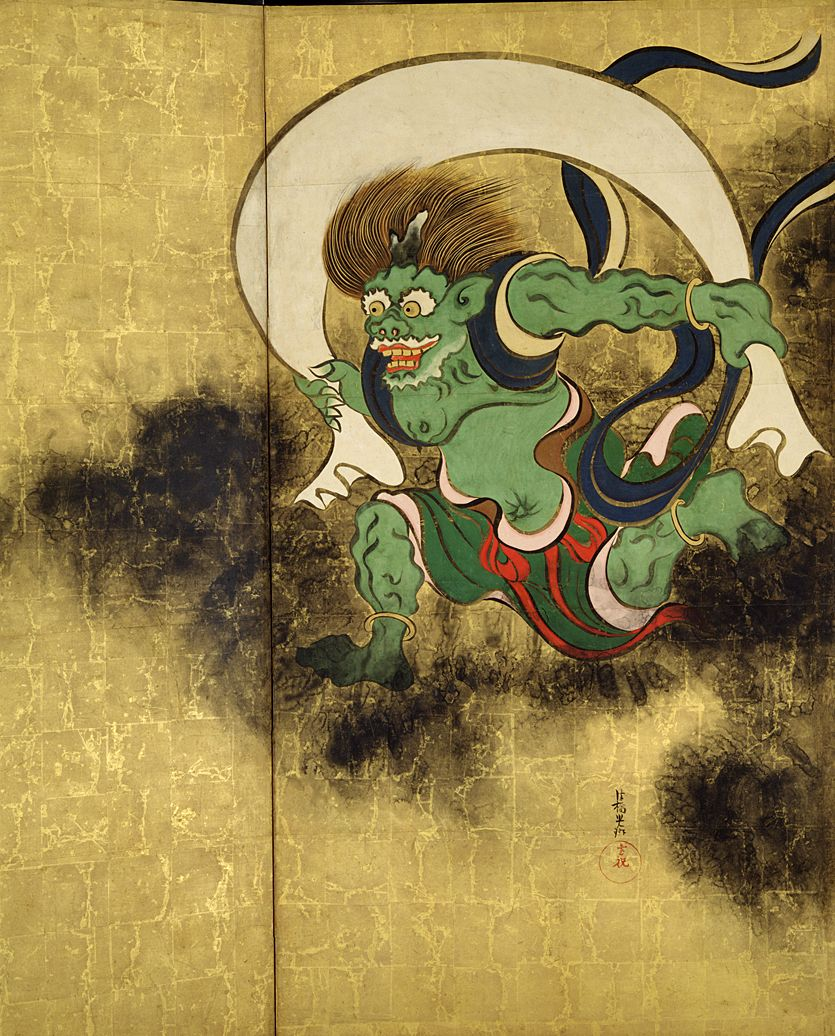
風神

風は自然現象の代表的なものの1つであり、伝承や信仰において神格化されることがある。日本においては風神が例である。インド神話ではヴァーユが風の神であり、この影響を受けた仏教では天部の1人として風天が存在する。ギリシア神話ではボレアース、ノトス、ゼピュロス、エウロス（4人の総称がアネモイ）が風の神である。日本各地で伝承として伝えられている現象（妖怪）として、鎌鼬（かまいたち）がある。